# Huis Beaucarne

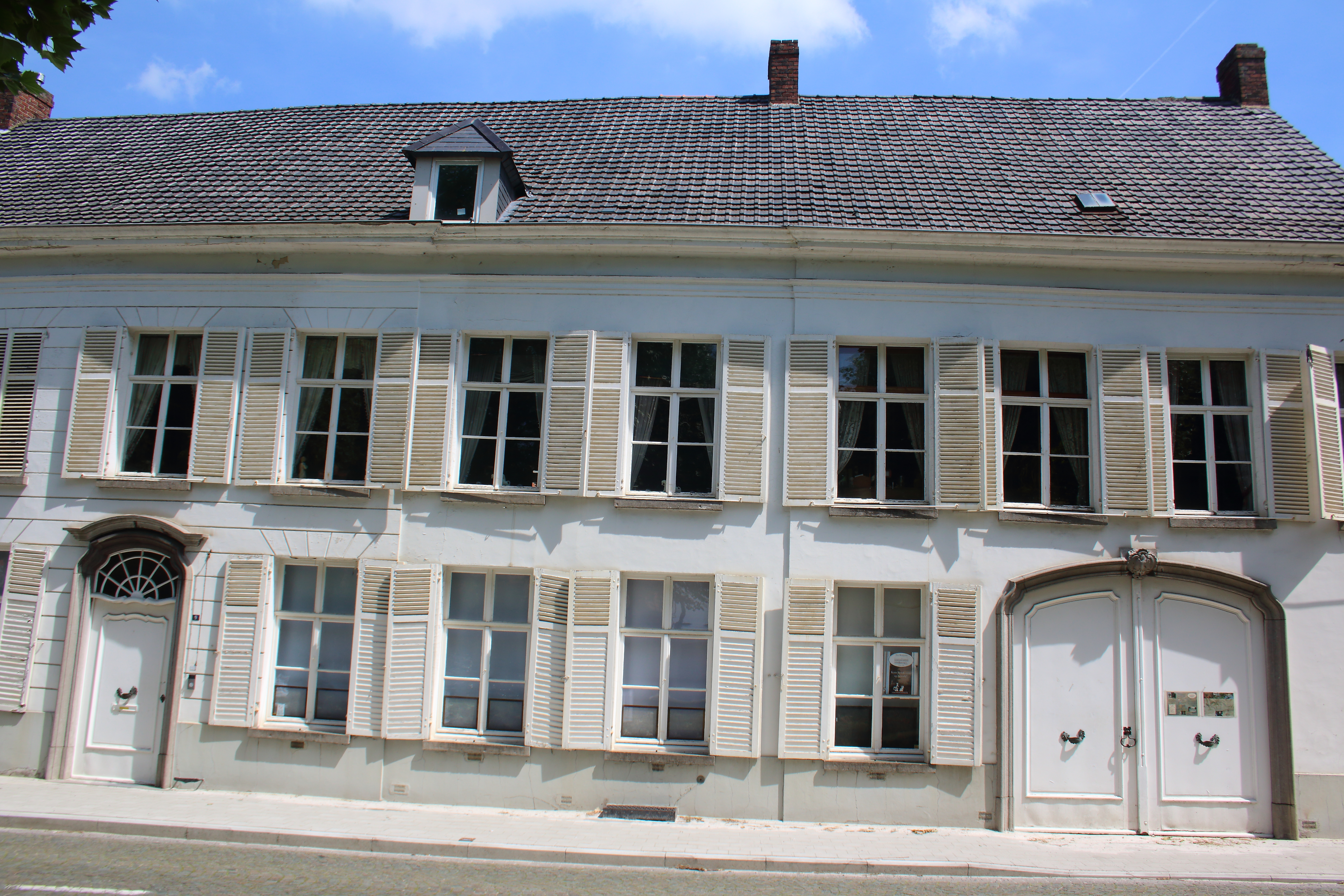
Huis Beaucarne

Het Huis Beaucarne is een historisch gebouw in de streek rond Ename. Het is gelegen aan de Beaucarnestraat 9, Oudenaarde.

## Geschiedenis
De woning werd oorspronkelijk  aangekocht door de familie Beaucarne in 1748 en bleef sindsdien door generaties van diezelfde familie bewoond tot vandaag de dag, waardoor een groot deel van de authentieke interieurelementen en collectiestukken bewaard zijn kunnen blijven.
De man die de woning in 1748 aankocht heette Jacques Beaucarne (1711-1780). Deze werkte voor de Sint-Salvatorabdij als 'ontvanger der provinciële rechten'. Hij kocht het initiële, vermoedelijk uit de 17e eeuw stammende, woonhuis in 1748 voor 625 florijnen courant aan. Jacques was getrouwd met Marie-Liévine (1715-1762), een afstammelinge van de leenmannen- en baljuw-familie De Wolf uit Opbrakel. In de woning bevinden zich nog een aantal oorspronkelijke interieurelementen: Twee witmarmeren schoorsteenmantels in rococostijl; de houten raamschermen in Lodewijk XV- en XVI-stijl; een fraaie houten bordestrap met trappaal in Lodewijk XIV-stijl; meerdere achttiende-eeuwse binnendeuren met paneeldecoratie, onder meer in de pronkkeuken alwaar zich ook een haard in een houten omlijsting met Lodewijk XV-ornamenten bevindt; een aantal wandkasten in Lodewijk XVI-stijl. Ook en vooral de bibliotheek op de verdieping, met haar marmeren schoorsteenmantel en boekenkasten in directoirestijl.
Vanaf 1750 waren de Beaucarne's ook burgemeester van Ename. De laatste burgemeester uit de telg van de Beaucarne-familie overleed in 1945, burgemeester Louis Beaucarne (genoemd naar zijn grootoom Louis Beaucarné.).
Na de val van de Enaamse abdij door de Franse Revolutie vonden tal van abdijstukken een veilig onderkomen in de toenmalige burgemeesterswoning, waar deze vandaag de dag nog steeds te bezichtigen zijn.
Het Huis Beaucarne bezit een ruime historische tuin en eveneens een druivenserre uit drie verdiepen, daterende uit de 18de eeuw.
In de 19de eeuw werd de Beaucarnea, een plant van Zuid-Amerikaanse oorsprong, benoemd naar een van de bewoners van het Huis Beaucarne, notaris en plantenkweker Jean-Baptiste Beaucarne, die hier in 1861 een plantenwedstrijd mee won.
Zowel het woonhuis, als de tuin en druivenserre zijn sinds 1976 geklasseerd als beschermd monument.
De woning wordt vandaag de dag nog steeds bewoond door afstammelingen van de Beaucarne's.

## Afbeeldingen

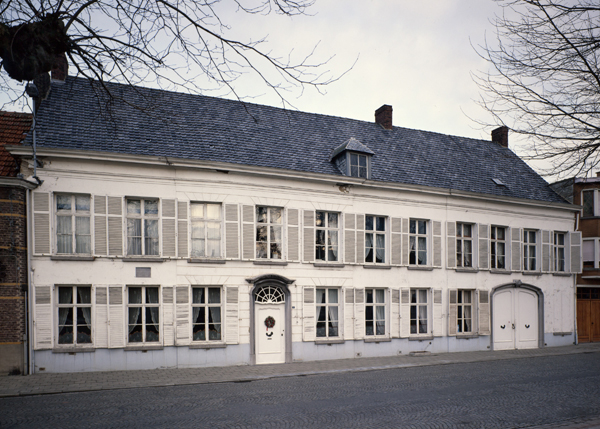
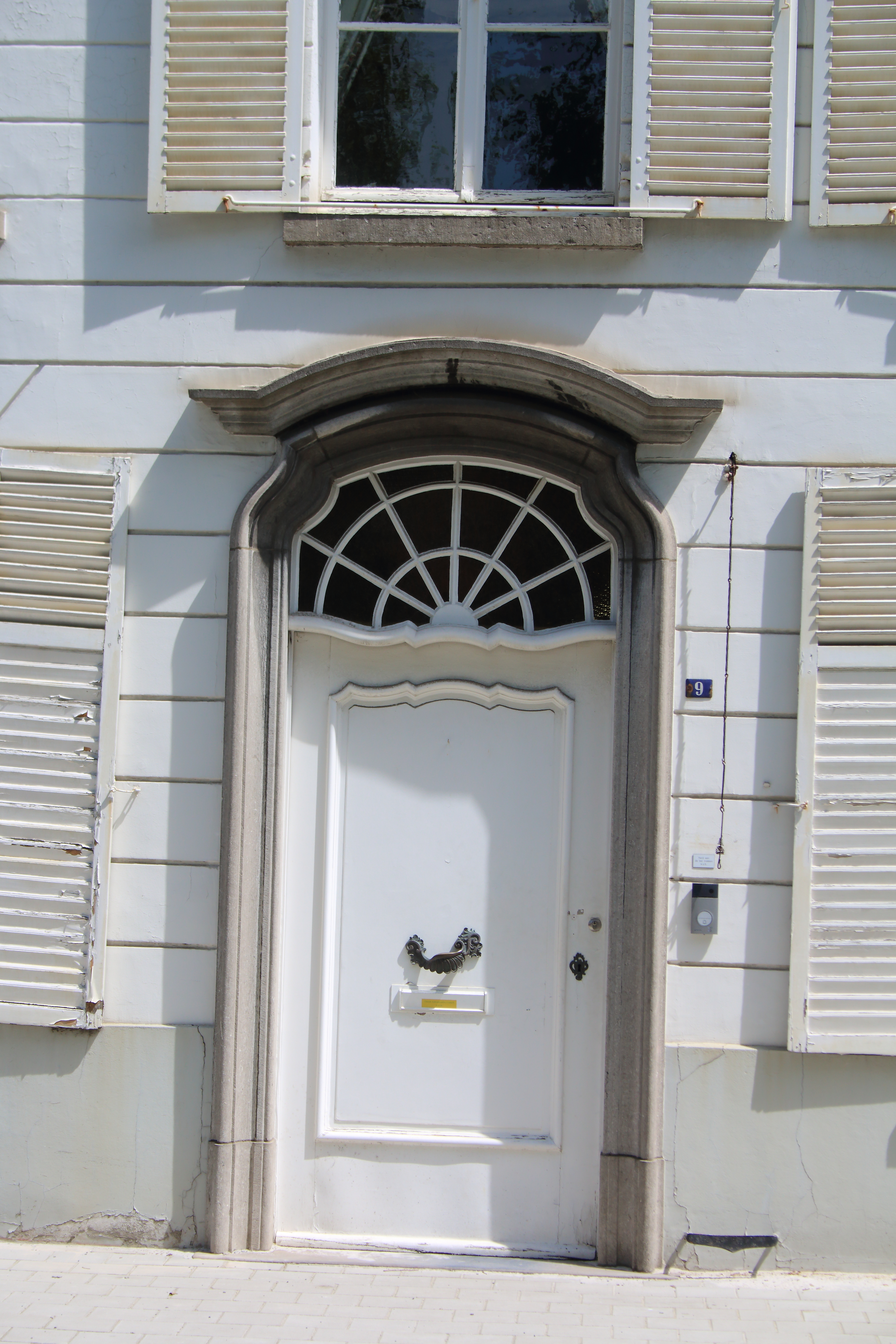
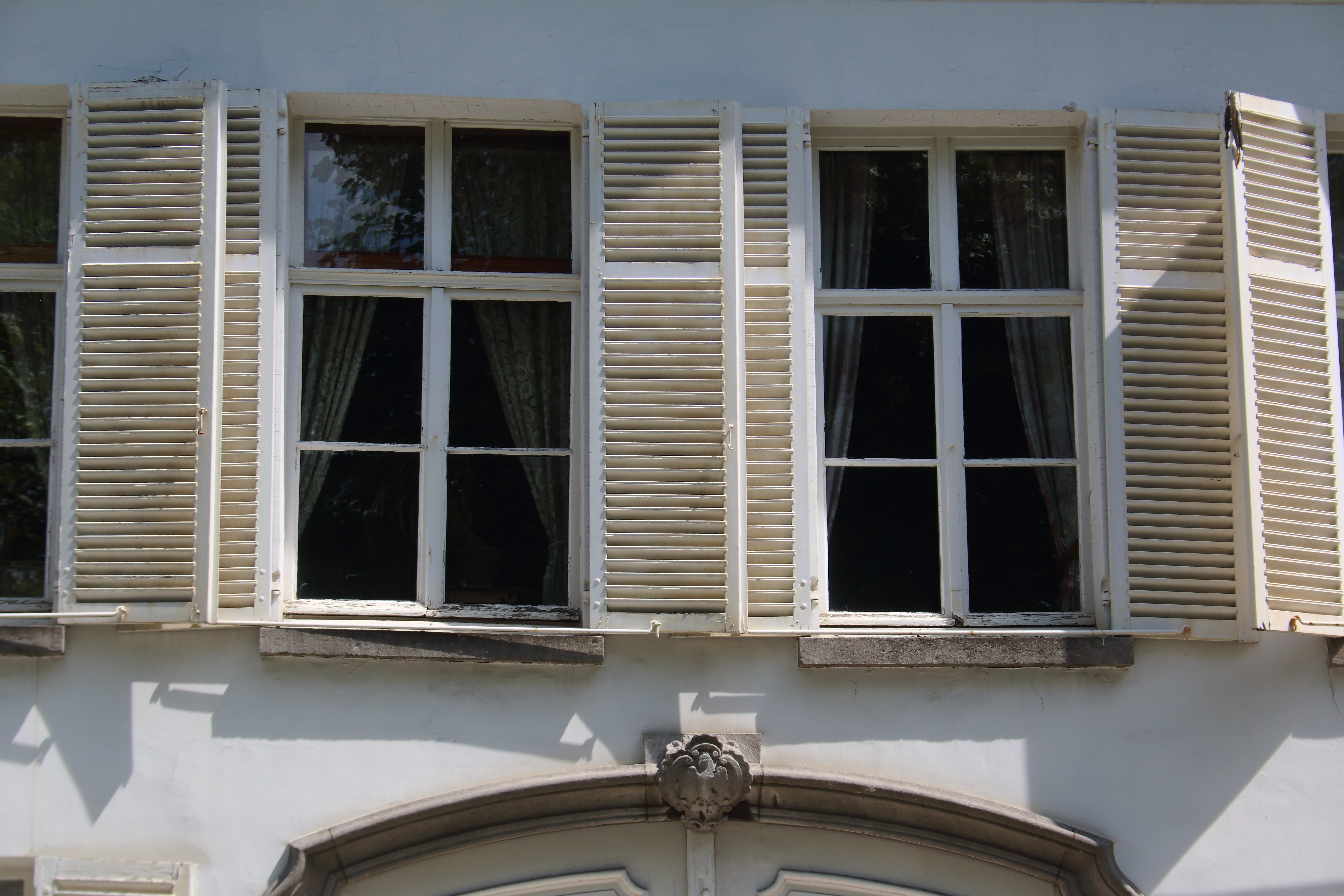